# サン＝ジャック＝ド＝トゥアール
サン＝ジャック＝ド＝トゥアール （Saint-Jacques-de-Thouars）は、フランス、ヌーヴェル＝アキテーヌ地域圏、ドゥー＝セーヴル県のコミューン。

## 地理
県北部に位置する。町を流れるトゥエ川は、対岸のトゥアールとの境界となっている。

## 歴史
町の旧称はサン・ジャック・ド・モントーバン（Saint-Jacques-de-Montauban）であった。かつてMonte Abboioniと呼ばれた土地だったからである。サン＝ジャック＝ド＝トゥアールは1038年以降2つの修道院を抱えていた。サン・ニコラ修道院、サン・ジャック修道院のどちらも残っていない。どちらの修道院もマルヌにあるサン・ジュアン修道院の影響下にあった。サン＝ジャック＝ド＝トゥアールは、サンティアゴ・デ・コンポステーラの巡礼路途上にある町でもあった。
発掘作業が町で行われた。ローマ時代に作られた、男性の頭部と馬の頭部の彫刻が発見されており、これらはポワティエの博物館に収められている。
1871年から1873年にかけ、ギュスターヴ・エッフェルのエッフェル社が、トゥールとレ・サーブル＝ドロンヌ間の路線開通を望むヴァンデ鉄道の需要を満たすために、陸橋を建設した。

## 人口統計
| 1962年 | 1968年 | 1975年 | 1982年 | 1990年 | 1999年 | 2008年 | 2013年 |
| ------ | ------ | ------ | ------ | ------ | ------ | ------ | ------ |
| 414    | 377    | 388    | 377    | 426    | 462    | 462    | 459    |

参照元:1962年から1999年までは複数コミューンに住所登録をする者の重複分を除いたもの。それ以降は当該コミューンの人口統計によるもの。1999年までEHESS/Cassini、2004年以降INSEE。